# Skive
Skive anhörenⓘ ist eine Stadt in der Region Midtjylland, Dänemark. Sie ist seit 1970 Zentrum der Skive Kommune und hat 20.090 Einwohner (Stand 1. Januar 2025).

## Geographie
Skive liegt etwa 29 km westlich von Viborg, 36 km östlich von Struer und 94 km nordwestlich von Aarhus am Skivefjord, einem Teil des Limfjords, in Jütland. Die Stadt ist als Kommune 230,3 km² groß.
Ortsteile
- Jebjerg,
- Højslev,
- Skive,
- Nederby,
- Selde,
- Breum,
- Hald,
- Højslev Stationsby,
- Balling,
- Roslev,
- Rødding,
- Oddense,
- Lihme,
- Lem,
- Ramsing,
- Hem,
- Rønbjerg,
- Durup,
- Hvidbjerg,

## Einwohnerentwicklung
Entwicklung der Einwohnerzahl (1. Januar):
- 1976 - 18.735
- 1981 - 19.034
- 1986 - 19.320
- 1989 - 19.570
- 1990 - 19.532
- 1992 - 19.711
- 1994 - 20.105
- 1996 - 20.377
- 1997 - 20.530
- 1998 - 20.557
- 1999 - 20.534
- 2000 - 20.639
- 2001 - 20.635
- 2002 - 20.679
- 2003 - 20.723
- 2004 - 20.676
- 2006 - 20.572
- 2007 - 20.556
- 2008 - 20.643
- 2009 - 20.686
- 2010 - 20.565

## Geschichte
Skive wurde 1231 als Skyuæ erstmals erwähnt und war im 13. Jahrhundert Krongut. Das Stadtprivileg erhielt Skive im Jahr 1326. Es wurde 1443 durch König Christoph III. bestätigt. Seit 1660 gehörte die Stadt zur Amtskommune Viborg Amt. 1672 hatte sie 569 Einwohner. Stadtbrände verwüsteten Skive in den Jahren 1715, 1725, 1748 und 1749. Durch die Februarflut 1825 entstand ein Kanal zwischen dem Limfjord und der Nordsee, wodurch Skive Zugang zum Seehandel erlangte und einen Hafen bekam.
Durch die Industrialisierung – es entstanden viele kleinere Betriebe der Nahrungsmittel- und Textilindustrie – verdoppelte sich die Einwohnerzahl in der zweiten Hälfte des 19. Jahrhunderts auf über 6.000. Zu den größeren Betrieben gehörte die Skive Jærnstøberi og Maskinfabrik (A/S Gyro), die 1934 einen legendären Einradanhänger auf den Markt brachte, der u. a. als Campinganhänger genutzt wurde.
Seit der Auflösung der Amtskommunen im Jahr 2007 gehört Skive zur Region Midtjylland.

## Verkehr
Skive wurde 1864 an die Eisenbahn angeschlossen. Der Bahnhof Skive liegt an der Bahnstrecke Langå–Struer.

## Krabbesholm
In Krabbesholm bei Skive liegen zwei 30 bis 40 Meter lange, 12 bis 15 Meter breite und bis zu einem Meter dicke Køkkenmøddinger am Fuße eines nach Süden ausgerichteten Hügels. Bereits 1831 wurden dem Nationalmuseum Funde von hier übermittelt. Dies sind die frühesten bekannten Funde eines dänischen Køkkenmødding. Eine Ausgrabung im Jahr 1889 zeigte, dass sich die durch Austernschalen gekennzeichneten Schichten am Boden von denen im oberen Teil mit Herzmuscheln unterschieden. Die älteste Schicht stammt aus der Ertebølle-Kultur (4800 bis 4000 v. Chr.) Die obere Schicht stammt aus der nachfolgenden Trichterbecher-Kultur (TBK) 4000 bis 2700 v. Chr.

## Kultur und Sehenswürdigkeiten

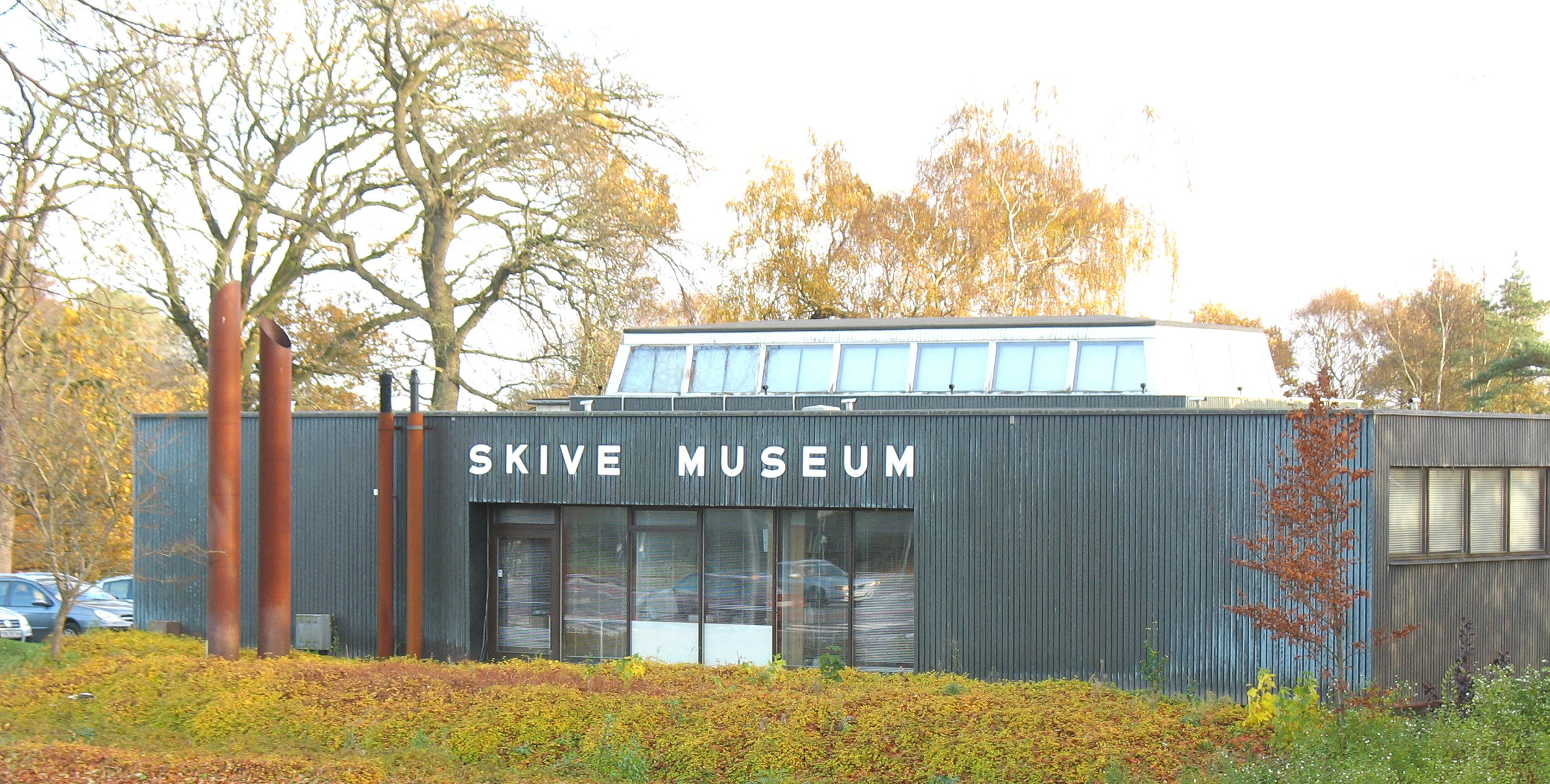
Neubau des Skive Museum (2007)

Die Vor Frue Kirke stammt aus der Zeit um 1200 und wurde im 16. Jahrhundert mit Wandmalereien (Heiligenfiguren) ausgestaltet, die im 19. Jahrhundert wieder freigelegt wurden. Die neue Kirche von Skive wurde von 1896 bis 1898 erbaut. Das 1942 gegründete Skive Museum präsentiert neben archäologischen Funden und Kulturgütern aus allen Epochen u. a. Bilder von Per Kirkeby und Jens Søndergaard.
Südwestlich von Skive befindet sich das Freilichtmuseum Hjerl Hede, in dem man historische Häuser aus dem 16. bis 19. Jahrhundert besichtigen kann. Nordwestlich liegt die Burg Spøttrup. Die Heimvolkshochschule Krabbesholm Højskole wurde 1886 gegründet; ihr Sitz ist der im 16. Jahrhundert erbaute Herrenhof Krabbesholm.

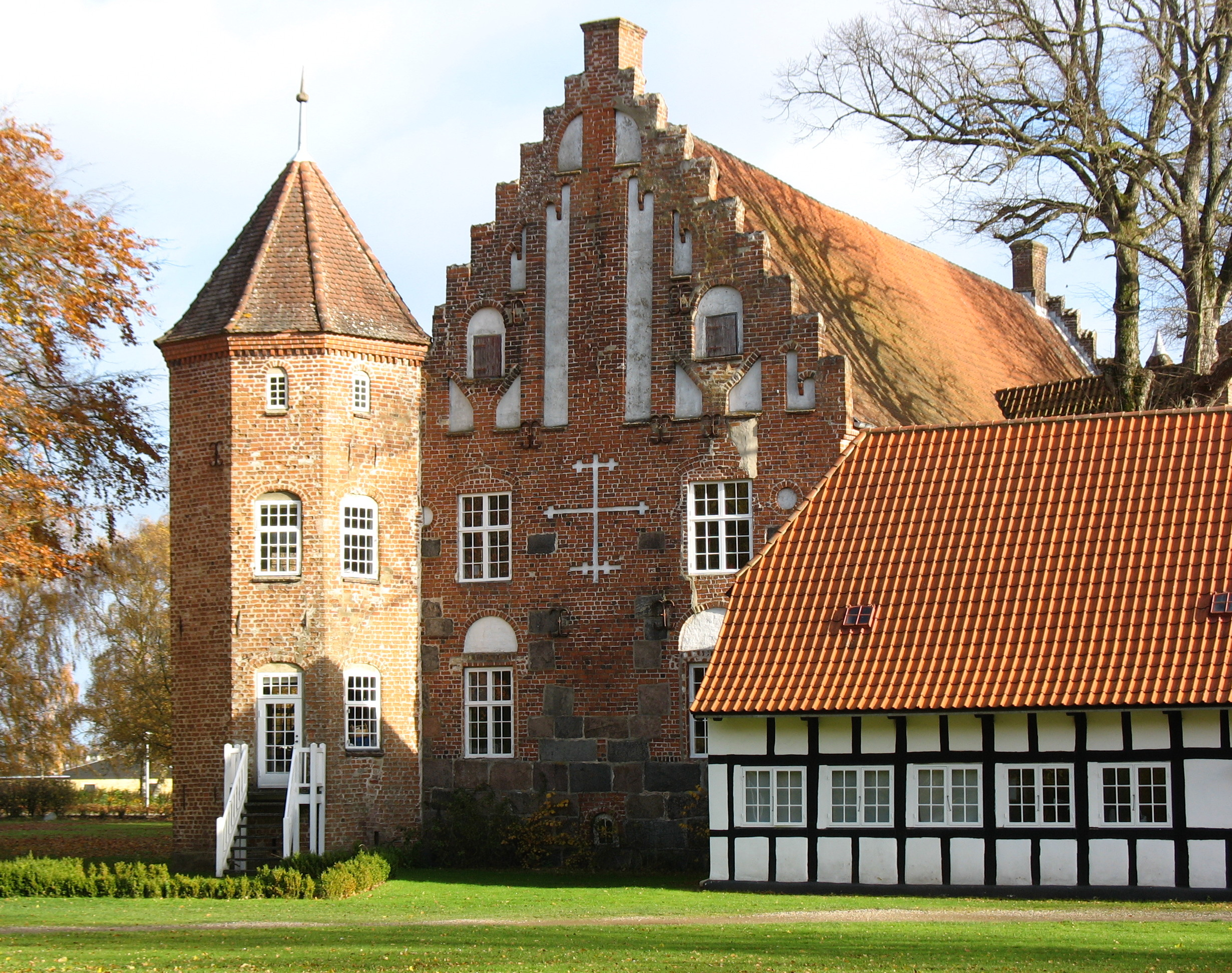
Krabbesholm

Seit 2008 findet in Skive jährlich ein bedeutendes Musikfestival statt. Die Stadt besitzt auch eine Trabrennbahn.

## Städtepartnerschaften
- Ylöjärvi, Finnland
- Qasigiannguit, Grönland
- Kongsvinger, Norwegen
- Arvika, Schweden
- Wladimir, Russland[4]

## Söhne und Töchter der Stadt
- Christen Dalsgaard (1824–1907), Maler
- Jens August Schade (1903–1978), Dichter und Schriftsteller
- Ove Hove (1914–1993), Architekt und Politiker
- Jørgen Meldgaard (1927–2007), Archäologe
- Ulf Pilgaard (1940–2024), Schauspieler
- Johannes Andersen (1943–2020), Astronom
- Johannes Lebech (* 1948), Politiker
- Per Sandahl Jørgensen (* 1953), Radrennfahrer
- Preben Kristensen (* 1953), Schauspieler
- Morten Bruun (* 1965), Fußballspieler und -trainer
- Michael Bruun Pedersen (* 1970), Handballspieler und -trainer
- Sørenn Rasmussen (* 1976), Handballspieler
- Thomas Troelsen (* 1981), Sänger der Rockband Superheroes
- Rasmus Würtz (* 1983), Fußballspieler
- Mads Langer (* 1984), Musiker
- Henrik Toft Hansen (* 1986), Handballspieler
- Marcus Mørk (* 1987), Handballspieler
- Morten Balling (* 1987), Handballspieler
- Mattias Kolstrup (* 1988), Sänger der Band Dúné
- Ole Bjørn Sørensen (* 1989), Keyboarder der Band Dúné
- Andreas Albers (* 1990), Fußballspieler
- Peter Balling (* 1990), Handballspieler
- Line Haugsted (* 1994), Handballspielerin
- Anders Foldager (* 2001), Radrennfahrer

## Trivia
Im Jahr 1981 wurde im Limfjord in der Nähe von Rønbjerg die Bakterienart Cafeteria roenbergensis entdeckt. Sie kommt weltweit in den Meeren vor und ernährt sich von Bakterioplankton. Man nimmt an, dass sie bei der Regulierung von Bakterienvorkommen im Meer eine entscheidende Rolle spielt. Die wissenschaftliche Bezeichnung kommt vom Ortsnamen Rønbjerg.